# Arroyo Jaramiel
El arroyo Jaramiel está situado en la provincia de Valladolid, afluente del Duero por su derecha, nace en la meseta de las Pinzas, en el término municipal de Piñel de Arriba y forma un valle hasta su desembocadura en el río Duero en la localidad de Tudela de Duero, este arroyo discurre por diversos términos municipales como Piñel de Arriba, Piñel de Abajo, Valbuena de Duero (Monte Alto y Los Jaramieles), Castrillo-Tejeriego, Villavaquerín, Villabáñez y Tudela de Duero. Su recorrido es de unos 28 km desde su nacimiento hasta su desembocadura y forma un estrecho valle entre los valles de los ríos Esgueva y Duero separados de éstos por páramos que en el caso del que le separa del Duero se va estrechando conforme se acerca a su desembocadura hasta terminar en los cerros testigos de los picos de La Mambla y de La Cuchilla en Tudela de Duero siempre visibles al final del valle. 
 El valle del arroyo Jaramiel tradicionalmente ha sido aprovechado para la agricultura especialmente para los cultivos de cereales y de remolacha azucarera, antes todavía tuvo también su importancia la viticultura como demuestran las bodegas subterráneas que perviven en sus pueblos, también tuvo gran importancia la ganadería ovina y el pastoreo. Hoy en día, en el término municipal de Valbuena de Duero en la finca Monte Alto se localizan viñedos y una bodega de la Denominación de Origen Ribera del Duero.

## Origen del nombre
Según Vallejo del Busto, el nombre de Jaramiel puede tener dos posibles orígenes y significados:

Primera etimología probable: JARAMIEL < XARAMIEL < XARAMELLUS. XAR-AM-ELLUS. XAR: variante de la radical indoeuropea SER: fluir, correr (SARA: antiguo irlandés, “río”, “arroyo”. AM, raíz de AMAI (euskaro- ¿ibérico?: “sierra”, “altura”. ELLUS: sufijo diminutivo latino. Primer significado probable: “Arroyo de las cuestas”.

Segunda etimología probable: JAR-AM-ELLUS. JAR (JARA): del árabe XARA:
mata”. AM: raíz de AMAI (euskaro- ¿ibérico?): “sierra”, “altura”. ELLUS: sufijo diminutivo latino. Segundo significado probable: “arroyo de los matorrales” (o de las cuestas).

## Características
El arroyo aparece descrito en el noveno volumen del Diccionario geográfico-estadístico-histórico de España y sus posesiones de Ultramar de Pascual Madoz de la siguiente manera:

JARAMIEL ó JARRAMILLO: arroyo en la prov. de Valladolid, part. jud. de Peñafiel; tiene su origen en el monte ó cord. llamada las Pinzas, en la jurisd. de Piñel de Abajo: baña por su der. los térm. de Castrillo de Tegeriego y Villabaquerin en el part. de Valoria la Buena; y en el de Valladolid, los de Villabañez y Tudela, desaguando por la jurisd. del último, en el Duero despues de un curso de 6 leguas.
(Madoz, 1847, p. 591)

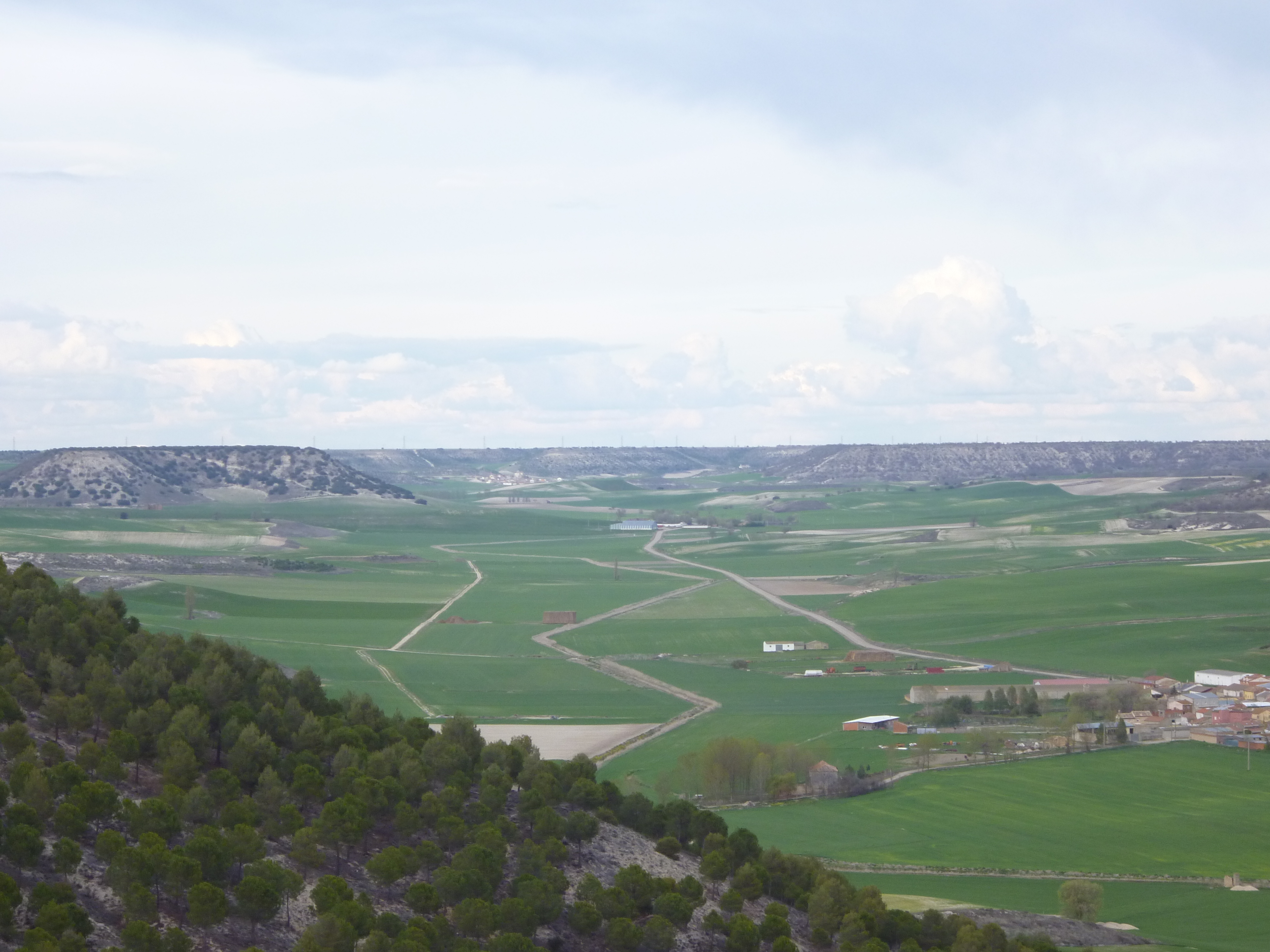
Valle del Jaramiel

- Arroyo que nace y discurre en su totalidad en la provincia de Valladolid, como el resto de ríos y arroyos nacidos en la provincia se puede decir que nace en un páramo, nace casi en el extremo oriental de la provincia y llega en su desembocadura a Tudela de Duero, su discurrir es prácticamente paralelo al río Esgueva a su norte y al Duero al sur discurriendo por la parte este de la provincia de Valladolid.
- Nace a unos 900 m s. n. m. en la meseta de las Pinzas[4] en Piñel de Arriba, desde el páramo va descendiendo llegando a formar un valle rodeado de páramos con un desnivel entre el cauce y los páramos circundantes de más de 100 m.
- Su longitud es de 28 km según la Confederación Hidrográfica del Duero aunque se puede decir que su longitud real es mayor llegando a los 45 km de longitud.
- La mayor parte de su cauce está cubierto por vegetación fluvial como los carrizos, en algunas zonas de ribera hay también chopos normalmente de plantación. Hoy en día no se realiza pesca de ningún tipo en el arroyo sin embargo hasta hace pocas décadas era conocido por sus cangrejos.
- Es un arroyo con fuertes oscilaciones en su cauce en función de la época del año llegando a secarse en los meses de verano, por suerte, en estos últimos años no ha llegado a secarse totalmente debido en gran parte a la menor explotación del regadío en su valle.

## Zonas del valle
En el valle del Jaramiel se pueden distinguir dos zonas principales:
- La primera desde su nacimiento en Piñel de Arriba hasta Castrillo- Tejeriego donde forma un pequeño valle poco profundo y silvestre donde no hay ningún núcleo de población importante y solo se pueden destacar las fincas de Jaramiel de Arriba, Montealto y el pueblo abandonado de Jaramiel de Abajo, como curiosidad  toda esta zona forma parte de la D.O. Ribera del Duero al formar parte de los términos municipales de Piñel de Arriba, Piñel de Abajo y Valbuena de Duero.
- La segunda zona del valle  hasta su desembocadura: el arroyo es más grande así como el valle y en el ya se encuentran los pueblos de Castrillo- Tejeriego, Villavaquerín y Villabáñez hasta su desembocadura en Tudela de Duero, se puede decir que esta parte ocupa los últimos 25 km de recorrido hasta su desembocadura.

## Afluentes
El arroyo Jaramiel tiene una serie de afluentes de muy  poca entidad y en la mayoría de los casos sin caudal regular, los más destacables son: arroyo de Vallejido, arroyo Barco de Valbiau, arroyo de Valdenebreda, arroyo del Chopón, arroyo de Carrapiña, arroyo del Soto, arroyo de Valdelamano, arroyo de la Poza, arroyo del Prado Ancho y arroyo de San Juan.

## Medio natural y vegetación autóctona
Se integra en la comarca del Cerrato con su orografía, flora y fauna características, se trata de un paisaje accidentado en el que se presentan de forma simultánea páramos, valle y las características cuestas con una altitud que va desde los 700 m s. n. m. en la ribera hasta los 900 m s. n. m. en las cotas superiores de los páramos más al este.
A nivel climático la temperatura media anual es de 11-12 °C, con una precipitación media anual entre los 400 y los 500 mm superándose esta cantidad en la zona donde nace el arroyo.
Se trata de un medio modelado por los usos tradicionales caracterizado por los cultivos cerealistas de secano y la presencia de trozos de monte mediterráneo autóctono con formaciones de encinares y quejigares bien conservados donde también hay presencia de sabina albar. Las cuestas se encuentran ocupadas por quejigares y carrascales y con mayor frecuencia por matorrales ricos en labiadas con presencia de especies gipsófilas, a nivel  forestal son también destacables en las laderas los pinares de pino carrasco de repoblación para evitar la erosión, en algunas zonas de ribera también destacan los chopos, normalmente de plantación. Destacan las poblaciones de aguilucho cenizo (Circus pygargus) y de sisón (Tetras tetrax).

## Enlaces de interés
- El valle del Jaramiel. Consultado el 7-5-2012

- Datos: Q5705713
- Multimedia: Arroyo Jaramiel / Q5705713